# Tanycoryphus merisicornis
Tanycoryphus merisicornis är en stekelart som först beskrevs av Masi 1929.  Tanycoryphus merisicornis ingår i släktet Tanycoryphus och familjen bredlårsteklar. Inga underarter finns listade i Catalogue of Life.